# Wolfgang Reuther
Wolfgang Reuther (* 18. September 1963 in Stockach) ist ein deutscher Politiker (CDU) und war von 2011 bis 2016 Abgeordneter im Landtag von Baden-Württemberg.

## Ausbildung und Beruf
Wolfgang Reuther ist in Stockach geboren und aufgewachsen, er besuchte zwischen 1974 und 1983 das dortige Nellenburggymnasium.
Nach seinem Abitur ging er 1983 zur Bundeswehr, wo er die Offizierausbildung des Truppendienstes durchlief. Zwischen 1984 und 1987 studierte er Wirtschafts- und Organisationswissenschaften an der Universität der Bundeswehr München in Neubiberg, welches er als Diplom-Kaufmann abschloss. Der Fallschirmjäger war zuletzt Kompaniechef einer Fallschirmpanzerabwehrkompanie in Münsingen im Rang eines Hauptmanns. 1995 schied er aus dem aktiven Dienst aus.
Seine erste Anstellung fand er 1995 als Controller und Vertriebsbeauftragter in einem Bauträger- und Immobilienbüro in Stockach. 1996 bis 1998 absolvierte er eine Weiterbildung zum Immobilienwirt (VWA) an der Verwaltungs- und Wirtschaftsakademie in Freiburg, woraufhin er als Selbständiger in einem Makler- und Sachverständigenbüro arbeitete.
Von 1999 bis 2001 durchlief er eine Ausbildung zum Diplom-Sachverständigen (DIA) für bebaute und unbebaute Grundstücke, Mieten und Pachten an der Deutschen Immobilien Akademie in Freiburg und fand danach Einsatz als Immobiliensachverständiger. 2006 kam die Ausbildung zum Internationalen Immobilienbewerter (DIA) hinzu, seitdem ist er International Appraiser.

## Politik
Reuther ist seit Juli 2009 Mitglied des Gemeinderats Stockach, Fraktionssprecher und Erster Bürgermeisterstellvertreter sowie Mitglied der CDU und kooptiertes Mitglied im Vorstand des CDU-Ortsverbands Stockach. Seit demselben Jahr ist er Mitglied im Kreisvorstand der CDU-Mittelstandsvereinigung Kreis Konstanz. Seit Oktober 2011 ist er Stellvertretender Kreisvorsitzender CDU-Kreisverband Konstanz.
Bei der Landtagswahl 2011 zur Bildung des 15. Baden-Württembergischen Landtages (2011–2016) trat er als CDU-Kandidat an. Am 27. März 2011 erhielt er 40,1 Prozent der Stimmen. Mit diesem Erstmandat löste er Veronika Netzhammer als Abgeordnete für den Landtagswahlkreis Singen ab. Er war für die CDU-Fraktion im Stuttgarter Landtag in den Ausschüssen für Umwelt, Klima und Energiewirtschaft sowie Ländlicher Raum & Verbraucherschutz engagiert. Als aktiver Jäger war er zudem jagdpolitischer Sprecher der CDU-Landtagsfraktion.
Bei der Landtagswahl 2016 am 13. März 2016 fehlten Reuther lediglich 60 Stimmen für den Einzug in den Stuttgarter Landtag; das Direktmandat für den Wahlkreis Singen-Stockach ging an Dorothea Wehinger (Bündnis 90/Die Grünen).

## Sonstige Ämter
Reuther ist Mitglied in verschiedenen Vereinen, unter anderem beim Hohen Grobgünstigen Narrengerichts zu Stocken als ehemaliger Narrenrichter und als Clubmeister des Rotary Club A81-Bodensee-Engen.

## Leben
Der geschiedene Katholik Reuther hat zwei Kinder.